# Irans riksvapen

Irans emblem före 1979.

Irans riksvapen är ett stiliserat Allah vilket betyder Gud på arabiska. De fyra månskärorna och svärdet representerar islam och styrka. Tecknet över svärdet anses symbolisera själsstyrka. Den ersatte det äldre riksvapnet med Lejonet och solen efter Iranska revolutionen 1979. Riksvapnet med lejonet och solen etablerdes officiellt 1576, men har använts av staten i Iran redan på 1100-talet.